# Шигим Татарский

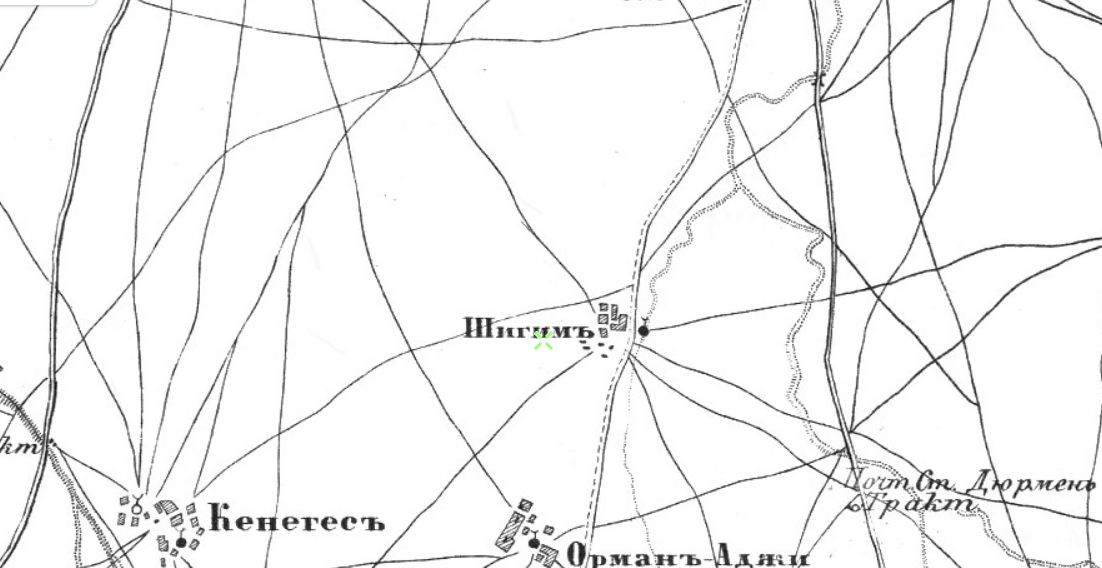
Шигим на карте Шуберта 1865 года

Шиги́м Тата́рский (укр. Шіґім Татарський, крымскотат. Tatar Şigim, Татар Шигим) — исчезнувшее село в Первомайском районе Республики Крым, располагавшееся на севере района, в степной части Крыма, в верховье балки, впадающей слева в реку Воронцовка, примерно в 1,5 километрах северо-западнее современного села Матвеевка.

### Динамика численности населения
| - 1805 год — 66 чел. - 1864 год — 53 чел. - 1886 год — 76 чел. - 1889 год — 73 чел. - 1892 год — 77 чел. | - 1900 год — 109 чел. - 1915 год — 23/82 чел. - 1926 год — 35 чел. - 1939 год — 44 чел. |

## История
Первое документальное упоминание села встречается в Камеральном Описании Крыма… 1784 года, судя по которому, в последний период Крымского ханства Шыгим входил в Четырлыкский кадылык Перекопского каймаканства. После присоединения Крыма к России (8) 19 апреля 1783 года, (8) 19 февраля 1784 года, именным указом Екатерины II сенату, на территории бывшего Крымского Ханства была образована Таврическая область и деревня была приписана к Перекопскому уезду. После Павловских реформ, с 1796 по 1802 год, входила в Акмечетский уезд Новороссийской губернии. По новому административному делению, после создания 8 (20) октября 1802 года Таврической губернии, Шигим был включён в состав Бустерчинской волости Перекопского уезда.
По Ведомости о всех селениях, в Перекопском уезде состоящих… 1805 года в деревне Шигим числилось 8 дворов и 66 жителей, исключительно крымских татар. На военно-топографической карте генерал-майора Мухина 1817 года деревня Шыгим обозначена с 10 дворами. После реформы волостного деления 1829 года деревню, согласно «Ведомости о казённых волостях Таврической губернии 1829 года» отнесли к Ишуньской волости (переименованной из Бустерчинской). На карте 1842 года Шигим обозначен условным знаком «малая деревня», то есть, менее 5 дворов.
В 1860-х годах, после земской реформы Александра II, деревню приписали к Ишуньской волости. В «Списке населённых мест Таврической губернии по сведениям 1864 года», составленном по результатам VIII ревизии 1864 года, Шигим — казённая татарская деревня, с 8 дворами, 53 жителями и мечетью при колодцах. По обследованиям профессора А. Н. Козловского начала 1860-х годов, в селении были «колодцы глубиною 10—15 саженей (от 21 до 32 м) и половина колодцев с солёною или горькою водою». На трехверстовой карте Шуберта 1865—1876 года обозначена деревня Шигим без указания числа дворов). На 1886 год в деревне, согласно справочнику «Волости и важнѣйшія селенія Европейской Россіи», проживало 76 человек в 10 домохозяйствах, действовала мечеть. В «Памятной книге Таврической губернии 1889 года» по результатам Х ревизии 1887 года записан Шыгым с 17 дворами и 73 жителями.
После земской реформы 1890 года Шигим отнесли к Джурчинской волости. Согласно «…Памятной книжке Таврической губернии на 1892 год», в деревне Шигим, составлявшей Шигимское сельское общество, было 77 жителей в 16 домохозяйствах. По «…Памятной книжке Таврической губернии на 1900 год» в деревне Шигим татарский числилось 109 жителей в 23 дворах. По Статистическому справочнику Таврической губернии. Ч.II-я. Статистический очерк, выпуск пятый Перекопский уезд, 1915 год, в деревне Шигим Джурчинской волости Перекопского уезда числился 21 двор (9 дворов с землёй, 12 — безземельные) с татарским населением в количестве 23 человек приписных жителей и 82 «посторонних», из которых 54 мужчины и 51 женщина. Жители владели 836 десятинами удобной земли. В хозяйствах имелось 62 лошади, 10 волов, 18 коров и 50 голов мелкого скота.
После установления в Крыму Советской власти, по постановлению Крымревкома от 8 января 1921 года № 206 «Об изменении административных границ» была упразднена волостная система, Перекопский уезд переименовали в Джанкойский, в котором был образован Ишуньский район, в состав которого включили село, а в 1922 году уезды получили название округов. 11 октября 1923 года, согласно постановлению ВЦИК, в административное деление Крымской АССР были внесены изменения, в результате которых округа были отменены, Ишуньский район упразднён и село вошло в состав Джанкойского района. Согласно Списку населённых пунктов Крымской АССР по Всесоюзной переписи 17 декабря 1926 года, в селе Шигим (татарский), Воронцовского сельсовета Джанкойского района, числилось 11 дворов, все крестьянские, население составляло 35 человек, из них 24 татарина, 6 украинцев и 3 русских. По данным всесоюзной переписи населения 1939 года в селе проживало 44 человека. В дальнейшем в доступных источниках не встречается.